# Мірзошоєв Султан Шаріпович
Султан Шаріпович Мірзошоєв (9 січня 1932, кишлак Гар-Гара, тепер Дангаринського району Хатлонської області, Таджикистан — 7 червня 2016, місто Душанбе, Таджикистан) — радянський таджицький державний діяч, 1-й секретар ЦК ЛКСМ Таджикистану, міністр культури Таджицької РСР, 1-й секретар Кулябського обласного комітету КП Таджикистану, кінокритик, письменник. Член Спілки кінематографістів СРСР (1968), член Спілки письменників Таджикистану (2002). Депутат Верховної ради Таджицької РСР 6—12-го скликань.

## Життєпис
У 1946—1950 роках — старший піонервожатий; вчитель семирічної школи «Комсомол» Таджицької РСР.
У 1950—1951 роках — завідувач шкільного відділу Дангаринського районного комітету ЛКСМ Таджикистану Кулябської області.
Член КПРС з 1951 до 1991 року.
У 1951—1953 роках — 1-й секретар Дангаринського районного комітету ЛКСМ Таджикистану Кулябської області.
У 1953—1954 роках — інструктор, заступник завідувача відділу народної освіти виконавчого комітету Кулябської обласної ради депутатів трудящих.
З 1954 до 1956 року служив у Радянській армії.
У 1957—1959 роках — 1-й секретар Кулябського міського комітету ЛКСМ Таджикистану.
У 1959—1960 роках — 2-й секретар Аральського районного комітету КП Таджикистану.
У березні 1960 — вересні 1961 року — 1-й секретар ЦК ЛКСМ Таджикистану.
У 1961—1962 роках — 1-й секретар Восейського районного комітету КП Таджикистану.
У 1962—1963 роках — парторг ЦК КП Таджикистану в Кулябському територіальному виробничому колгоспно-радгоспному управлінні.
У 1963 закінчив історичний факультет Кулябського державного педагогічного інституту.
У 1963—1964 роках — секретар партійного комітету КП Таджикистану Восейського виробничого колгоспного управління.
У 1964—1966 роках — слухач Вищої партійної школи при ЦК КПРС у Москві.
У 1966—1967 роках — інспектор відділу організаційно-партійної роботи ЦК КП Таджикистану.
У 1967—1973 роках — голова Комітету із кінематографії при Раді міністрів Таджицької РСР.
У 1973—1979 роках — постійний представник Ради міністрів Таджицької РСР при Раді міністрів СРСР у Москві.
У 1979—1987 роках — міністр культури Таджицької РСР.
У 1987—1988 роках — начальник Управління із іноземного туризму при Раді міністрів Таджицької РСР.
У 1988—1989 роках — голова президії Таджицького республіканського товариства дружби та культурних зв'язків із зарубіжними країнами.
У січні 1990 — серпні 1991 року — 1-й секретар Кулябського обласного комітету КП Таджикистану.
У 1993—1994 роках — керівник апарату президента Республіки Таджикистан Емомалі Рахмонова.
У 1995—1998 роках — віцепрезидент акціонерного товариства «Інтурист Таджикистану».
У 1998—2007 роках — директор Державного комплексу «Кохі Вахдат» виконавчого апарату президента Республіки Таджикистан.
Обирався заступником голови руху «Національна єдність та відродження Таджикистану», членом правління Форуму таджиків та народів персомовного світу.
До листопада 2010 року — голова президії Таджицького товариства дружби та культурних зв'язків із зарубіжними країнами. Із листопада 2010 року — член президії Таджицького товариства дружби та культурних зв'язків із зарубіжними країнами.
Автор книг: «Борис Кімягаров» (1971), «Шлях таджицького кіно» (1972), «Повернення пам'яті» (1988), «Шляхи-дороги» (1989), «Миротворець» (співавтор, 2009), «Між двома ріками» (мемуари, 2009). Автор статей про проблеми таджицького кінематографу в журналах «Памір», «Садої Шарк», періодичній пресі (1969—1981). 
Помер 7 червня 2016 року в місті Душанбе.

## Нагороди та звання
- два ордени Трудового Червоного Прапора
- орден «Знак Пошани»
- орден Дружби (Таджикистан) (2002)
- медаль «За трудову доблесть»
- медаль «За доблесну працю. В ознаменування 100-річчя з дня народження Володимира Ілліча Леніна» (1970)
- медаль «30 років перемоги у Великій Вітчизняній війні 1941—1945 рр.» (1975)
- п'ять Почесних грамот Президії Верховної ради Таджицької РСР
- Заслужений працівник культури Таджицької РСР (1982)